# Ри (Кальвадос)
Ри (фр. Ryes) — коммуна во Франции, находится в регионе Нижняя Нормандия. Департамент коммуны — Кальвадос. Входит в состав кантона Ри. Округ коммуны — Байё.
Код INSEE коммуны — 14552.

## Население
Население коммуны на 2010 год составляло 496 человек.
| 1962 | 1968 | 1975 | 1982 | 1990 | 1999 | 2010 |
| ---- | ---- | ---- | ---- | ---- | ---- | ---- |
| 359  | 377  | 338  | 317  | 421  | 450  | 496  |

## Экономика
В 2010 году среди 337 человек трудоспособного возраста (15—64 лет) 234 были экономически активными, 103 — неактивными (показатель активности — 69,4 %, в 1999 году было 73,3 %). Из 234 активных жителей работали 211 человек (113 мужчин и 98 женщин), безработных было 23 (14 мужчин и 9 женщин). Среди 103 неактивных 31 человек были учениками или студентами, 49 — пенсионерами, 23 были неактивными по другим причинам.